# Arturo "Zambo" Cavero
Arturo Cavero Velázquez, più noto come "Zambo" Cavero, (Lima, 29 novembre 1940 – Lima, 9 ottobre 2009), è stato un cantante e insegnante peruviano di Música criolla.

## Biografia
Nacque nel vicolo noto come Banderita Blanca nel centro di Lima. Era il figlio di Juan Cavero, nato a Huaral, e Digna Velásquez, nativa di San Luis de Cañete, un'enclave di cultura afro-peruviana. Imparò le sue prime canzoni da sua madre, come nel caso del vals Alma mía di Pedro Miguel Arrese. Il suo soprannome "Zambo" gli fu dato dal cronista di spettacoli Guido Monteverde.
Iniziò la sua carriera musicale all'età di 16 anni, suonando le percussioni con Juan Criado. Per lungo tempo fu un suonatore di cajón fino a quando la sua obesità non glielo impedì. Solo negli anni '70 avrebbe preso il microfono e si sarebbe unito al chitarrista Óscar Avilés. Alcune delle migliori canzoni di questo duo sono state composte da Augusto Polo Campos. Tale è il caso dei valzer "Cada domingo a las doce, después de la misa" (il primo che compose per loro), "Y se llama Perú" y "Contigo Perú". Negli ultimi due sono esaltati i segni dell'identità peruviana, a tal punto che "Contigo Perù" è considerato come il secondo inno del Paese. Durante la Coppa del mondo di calcio del 1982, il duo ha incoraggiato la squadra nazionale peruviana, cantando quel valzer nel loro camerino.
All'età di 21 anni si diplomò come insegnante elementare presso l'Istituto Nazionale Pedagogico. Il suo diploma in Educazione fu concesso dall'Università Federico Villarreal. Si specializzò in Amministrazione dell'istruzione presso l'Università di Lima e in Ritardo mentale e problemi nell'apprendimento presso l'Universidad Nacional Mayor de San Marcos. La sua tesi di laurea era intitolata: El folklore y la Educación. Il suo eccezionale lavoro di insegnamento è stato riconosciuto con le Palmas Magisteriales.
Il 3 giugno 1987, insieme a Luis Abanto Morales, Jesús Vásquez, Óscar Avilés e Augusto Polo Campos, fu premiato a Washington D.C. dall'Organización de los Estados Americanos, un ente che onorò il suo contributo alla musica delle Americhe.
Nel 1996 ha partecipato al film Bajo la piel di Francisco Lombardi, interpretando la canzone Rebeca.
Nella campagna elettorale per la presidenza del 2001, è apparso in uno spot pubblicitario a sostegno del candidato dell'APRA Alan García. Nello stesso i due cantarono un duetto: Y se llama Perú.
Il 5 ottobre 2009 entrò nell'unità di terapia intensiva dell'ospedale Edgardo Rebagliati Martins di Lima, affetto da setticemia a causa dell'obesità patologica di cui soffriva. I suoi colleghi artistici e l'allora presidente Alan García andarono a visitarlo per la serietà del suo stato.
È deceduto il 9 ottobre alle 12:55 (ora peruviana).
I suoi resti sono stati tumulati nel Museo della Nazione. Tra i partecipanti, spiccava la presenza del cantante Rubén Blades. L'11 ottobre, giorno della sua sepoltura, fu dichiarato il lutto nazionale. Fu officiata una messa funebre nella Chiesa dei Nazareni e poi, nel cortile del Palazzo del Governo, fu insignito in maniera postuma con l'Ordine del Sole nel grado di Gran Croce. Ricevette anche onorificenze nella Municipalità di Lima e nel Congresso della Repubblica. La sua bara fu trasportata dal primo gruppo della Confraternita del Signore dei Miracoli, di cui era membro.

## Artisti correlati
- Augusto Polo Campos
- Óscar Avilés
- Lucila Campos

## Discografia
- Arturo "Zambo" Cavero, con Óscar Avilés.
- Siempre juntos, con Óscar Avilés, 1960.
- Siempre, con Juan Chicky Rebaza.
- Son nuestros, con Óscar Avilés.
- Contigo Perú, con Óscar Avilés.
- Únicos, con Óscar Avilés.
- Te traemos: El chacombo, con Óscar Avilés.
- Perú Al Mundial, con Óscar Avilés.
- Siguen festejando juntos, con Óscar Avilés.
- Mueve tu cucú EP con Óscar Avilés.
- Mueve tu cucú, con Lucila Campos.
- Seguimos valseando festejos, con Lucila Campos y Óscar Avilés.
- ¡Qué tal trío!, con Lucila Campos y Óscar Avilés.
- Mis cenizas

## DVD
- Arturo "Zambo" Cavero, En Vivo, 2008.